# Prelčev kraj
Prelčev kraj imaginarno je mjesto iz serije romana o Harryju Potteru. Prvi se put spominje u šestoj knjizi, Harry Potter i Princ miješane krvi.
Prelčev kraj ulica je u kojoj se nalazi kuća Severusa Snapea. Kuća se nalazi u zapuštenom dijelu grada, u blizini prljave rijeke i jedne predionice. U Snapeovu se domu nalazi mala dnevna soba s ugođajem "mračne samice tapeciranih zidova", većim dijelom prekrivenih knjigama. U dnevnoj se sobi nalaze i stara sofa, naslonjač i klimavi stolić koje obasjava svjetlost svijeća iz stropnih svjetiljki. Iz sobe dalje vode tajna vrata sakrivena u jednom od zidova prekrivenih knjigama. Kuća je veoma zapuštena zato što Snape veći dio godine provodi u Hogwartsu.